# NES Classic Edition
NES Classic Edition, Nintendo Entertainment System: NES Classic Edition, NES mini, Nintendo Classic Mini, Nintendo Classic Mini: Nintendo Entertainment System lub NES Mini Classic jest zminiaturyzowaną wersją wydanej w XX w. konsoli Nintendo Entertainment System.
Konsola pomimo gier dla dwóch graczy była standardowo sprzedawana z jednym kontrolerem. Kolejny kontroler można było dokupić oddzielnie, ale był on trudniej dostępny. Do sprzedawanego zestawu nie dołączano też zasilacza USB.
Na NES Classic Edition zainstalowane jest fabrycznie 30 gier:
- Balloon Fight
- Bubble Bobble
- Castlevania
- Castlevania II: Simon’s Quest
- Donkey Kong
- Donkey Kong Jr.
- Double Dragon II: The Revenge
- Dr. Mario
- Excitebike
- Final Fantasy
- Galaga
- Ghosts’n Goblins
- Gradius
- Ice Climber
- Kid Icarus
- Kirby’s Adventure
- Mario Bros.
- Mega Man 2
- Metroid
- Ninja Gaiden
- Pac-Man
- Punch-Out!! Featuring Mr. Dream
- StarTropics
- Super C
- Super Mario Bros.
- Super Mario Bros. 2
- Super Mario Bros. 3
- Tecmo Bowl
- The Legend of Zelda
- Zelda II: The Adventure of Link